# 伊敏河
伊敏河位于中國内蒙古自治区东北部，是海拉尔河左岸支流，发源于呼倫貝爾市鄂温克族自治旗红花尔基镇南端的依和高古达山北麓，蜿蜒向北流经鄂温克族自治旗红花尔基镇、伊敏苏木、伊敏河镇、锡尼河东苏木、锡尼河西苏木、巴彦塔拉达斡尔族乡、巴彦托海镇以及呼伦贝尔市海拉尔区市区，最后于市区以北汇入海拉尔河。河长359.4千米，流域面积22640平方千米。年均径流量12.75亿立方米。右岸支流锡尼河于锡尼河西苏木东南汇入伊敏河。伊敏河河水清澈，水质优良。上游地区森林广布，设有红花尔基樟子松林国家级自然保护区，是中国最大的樟子松母树林基地；下游河谷逐渐开阔，牧草资源丰富。